# 科學研究和試驗發展稅收優惠方案
SR&ED全称为Scientific Research and Experimental Development，即科学研究和试验发展税收优惠方案，是加拿大税务局旗下的一项税收優惠项目，旨在鼓励加拿大各行各业的中小企业主探索与尝试科技类项目的发展。
SR&ED开始于1986年，至今从未间断，是加拿大最大的Tax Incentive项目之一。SR&ED计划每年为超过20,000家企业提供超过30亿加元的税收优惠，是支持加拿大企业技术项目的最给力的联邦计划之一。

## 项目要求
SR&ED项目的本质是为了促进中小企业的科技与创新。加拿大政府希望通过SR&ED项目帮助企业更好地运营和发展，同时促进整个行业与领域的健康发展和科技创新。根据CRA官网上的信息，SR&ED项目所支持的“科技创新”需要涵盖以下三点中的至少一点：
- 科研（Basic Research）：最符合“科技创新”字面意思的角度。如果企业的业务与研究相关或自身拥有实验室来进行科研，那么无论是否已经取得成果都可以申请SR&ED项目。在CRA开展SR&ED项目之初，只有符合此条件的企业才能够申请，条件相对严格。
- 调研（Applied Research）：步入21世纪，信息技术的发展为企业的进步带来了更多可能。传统意义上的科研已经不能继续满足“科技创新”的标准，SR&ED项目也相应地扩大了范围。各行各业的公司通过互联网或者现实生活中的调研来收集相关信息，填补知识空缺，这个过程中所涉及到的人力、物力及财力，都是SR&ED希望提供给企业的支持。
- 试验性开发（Experimental Development）：企业在运营和发展的过程中，或多或少都会遇到一些不确定性、问题以及阻碍。在通过一年或几年的时间，针对这些缺口和问题进行的调研之后，企业通常会进行一些试验性的开发和测试。这是第三个SR&ED所支持的方向。

## 企业要求
满足“科技创新”的项目也不一定适合申请SR&ED，因为CRA对于企业本身也有一定的要求。具体来说，以下这三种类型的公司不适合申请SR&ED，其余均可申请：
- Non-CCPC Company：Canadian Controlled Private Corporation, 简称CCPC，即加拿大控制的私营公司。顾名思义，加拿大控制的私营公司必须是加拿大私人经营的公司。加拿大政府官网规定，CCPC必须在加拿大境内成立，或者从1971年6月18日起就坐落在加拿大境内。此外，如果公司内部有非加拿大人持有股份，那加拿大人持股50%以上的公司才能被称为CCPC。非CCPC不适合申请SR&ED项目。[5]
- NPO或不给政府交税的公司：Non-Profit Organization，简称NPO，即非营利组织。通常，NPO借由公开筹款，或由公、私部门捐赠来获得经费，而且大部分的NPO常常不需要缴纳营业税。这一类不给加拿大政府交税的公司或组织不适合申请SR&ED项目，另外有一些funding是专门提供给这类组织的。此外，一些只能用现金结账的商铺或店面，如果不按照规定向政府缴纳税款，也不适合申请SR&ED。
- Public Company：Public Company指的是上市公司，全称为Public Listed Company。上市公司也不适合来申请SR&ED项目，加拿大政府对上市公司另外设置了类似的科研激励税收项目。

## 申请流程
想要申请SR&ED，企业需要提交以下材料：
- T661表格 — SR&ED项目相关支出；
- T2SCH31表格 — 投资税收抵免 (公司) 或者T2038表格 — 投资税收抵免 (个人)；
- 其他支持性材料，比如技术报告、财务报告等。

如果文件分类不当或者没有包含具体细节，项目可能无法通过CRA的审核。
项目提交后，通常企业主会在6-8周内收到CRA的第一次反馈。这里通常会有几种情况：直接通过，FTCAS，要求补充支持材料或是电话、视频或现场复核。
以上三种情况都是CRA的正常审核流程，仅为了确定项目是否符合SR&ED申请的标准，不会对企业造成任何影响。

## T661表格
企业想要通过申请SR&ED来获得相应的返款和税收抵免，第一步就是要填写T661表格。CRA会根据表格里填写的内容来判断申请者是否符合SR&ED的项目要求。T661表格主要由两部分组成：
- SR&ED相关支出；
- 项目信息。

填写T661的方式因公司而异，但不变的是申请者需要填完所有行列，还要注意哪些行列是有字数限制的。

## 申请材料
除了相关表格之外，其他支持性材料对于SR&ED申请也至关重要。总的来说，SR&ED项目的准备材料主要分为两大类：
- 项目记录
- 相关支出

这两者是审核时需要看到的硬性条件，缺一不可，因为CRA会通过企业准备的相关文件，来判断其申请的项目是否能够符合SR&ED的申请要求，最终能否从该项目中得到资金支持。

### 项目记录
项目记录需要包括企业所申请的研发工作的全部内容，比如项目发生在何时、何地以及相关研究是如何进行的。根据CRA官网的建议，申请者应该保留所有文件的日期，并注明每份文件是跟项目哪一个部分相关的。具体来讲，项目记录相关的材料可能会涵盖以下几种：
- 时间表 — 能够让CRA明确项目的整个流程；
- 技术挑战 — 项目开发过程中面临的困难，包括所有的实验以及对实验结果的分析；
- 项目原型 — 保留所有针对SR&ED申请项目的开发原型以及相关注释；
- 其他相关材料 — 比如会议记录、电子邮件、纸质笔记等一切跟项目有关的文件。

### 相关支出
所有跟项目支出有关的材料都应该被保留好，比如收据、账单和资金凭证等。值得注意的是，财政支出和项目材料一样需要标注日期，来证明这些支出跟项目发生在同一个财政年度。

### 申请材料范例列表
CRA的官网还为企业主列举了申请材料的一些范例，具体如下 (包括但不限于)：
- 项目规划
- 实验设计
- 技术图纸
- 项目记录
- 系统架构、源代码（软件开发方面）
- 试运行记录
- 项目进度报告
- 项目会议纪要
- 测试数据、结果、分析、结论
- 最终项目报告
- 照片、视频
- 原型、样品
- 废品及废品记录
- 合同、租赁协议
- 分配给项目的资源记录
- 时间表、活动记录、工资单记录
- 发票及付款证明

在申请文件的格式方面，除了JIRA、GitHub等专业工具，CRA还可以接受Microsoft Excel文件和Google Sheets。

## 投资税收抵免
投资税收抵免，英文为Investment Tax Credit，简称ITC。ITC基本上是一种与税收相关的激励措施，允许个人或实体从其纳税义务中扣除一定比例的特定投资相关成本。SR&ED就是加拿大政府提供ITC的项目之一。

### ITC回溯
ITC回溯，英文为ITC Carryback。根据SR&ED项目的政策，申请人可以将当前纳税年度可用的ITC进行回溯，并将其应用于之前三个纳税年。 因此，如果企业在前几年有欠税的情况，进行ITC回溯可能会使企业受益。

### ITC顺延
ITC顺延，英文为ITC Carryforward。SR&ED项目的政策还规定，ITC可以顺延，并应用于未来几个纳税年的欠税情况。如果企业暂时不需要SR&ED返款，或者也没有ITC回溯的情况，那么将当前的ITC份额进行顺延可能会是有益的。

## FTCAS
FTCAS(全称为First-Time Claimant Advisory Service)，是CRA给SR&ED申请人提供的一次关于该项目的沟通机会，同时，CRA会基于企业主提交的SR&ED申请对未来几年的申请给予一些建议和指导。
FTCAS是一项完全免费的服务，一般来说会包括以下内容：
- 如何判断一个项目是否符合SR&ED的申请要求？
- 如何来确定哪些支出是SR&ED所支持的？
- 用来申请SR&ED的文件类型和其他支持资料都有哪些?
- 如何完成并提交之后几年的SR&ED申请？

这些都是CRA为企业主提供的免费培训内容，旨在帮助企业主更好的理解SR&ED并且更为顺利的完成申请。
通常来说，第一次申请SR&ED的企业或者是在过去三年都没有申请过的企业才会收到FTCAS的邀请，也就是说CRA认为这些企业是SR&ED领域的“新手”，所以需要向他们提供详尽的培训和指导。

## 系统调查
系统调查，英文为Systematic Investigation，简称SI。一个符合条件的 SR&ED项目需要克服科学或技术上的不确定性，并实现科学或技术的进步。但是，如果项目相关的工作没有以“适当”的方式进行，那么企业的SR&ED申请仍然有可能被CRA拒绝。 在这种情况下，正确的做法就是使用系统调查。下面的结构就是一个很好的例子：
- 提出假设；
- 通过实验验证假设；
- 分析测试结果；
- 得出结论。